# Kammergutsklafter
Die Kammergutsklafter war ein Längenmaß in Österreich und unterschied sich von der Wiener Klafter (= 1,896 Meter) und der Linzer Klafter (= 1,816 Meter) um wenige Zentimeter. Die Kammergutsklafter war gleich 6 Fuß zu 12 Zoll, also der Fuß mit 0,2975 Meter gerechnet.
- 1 Kammergutsklafter = 1,785 Meter